# Анастасиу, Константинос (легкоатлет)
Константинос (Костас) Анастасиу (греч. Κωνσταντίνος (Κώστας) Αναστασίου; род. 1 сентября 1986 или 9 сентября 1986, Амарусион, Аттика) — греческий легкоатлет, специалист по барьерному бегу и спринту. Выступал на профессиональном уровне в 2003—2014 годах, чемпион Балкан, призёр ряда крупных международных и национальных стартов, участник летних Олимпийских игр в Пекине.

## Биография
Константинос Анастасиу родился 9 сентября 1986 года в Амарусионе, пригороде Афин, Греция. Занимался лёгкой атлетикой в столичном клубе «Паниониос».
Впервые заявил о себе на международном уровне в сезоне 2003 года, когда вошёл в состав греческой сборной и выступил на юношеском мировом первенстве в Шербруке, где в зачёте бега на 400 метров с барьерами дошёл до стадии полуфиналов.
В 2004 году в той же дисциплине выиграл юниорское первенство Греции в Трикале.
В 2005 году на юниорском европейском первенстве в Каунасе занял шестое место в 400-метровом барьерном беге, тогда как в эстафете 4×400 метров в финале их команда была дисквалифицирована.
В сезоне 2006 года установил свои личные рекорды на дистанции 400 метров в помещении и на открытом стадионе — 48,23 и 47,43 соответственно.
Будучи военнослужащим, в 2007 году представлял Грецию на Всемирных военных играх в Хайдарабаде, где в финале бега на 400 метров с барьерами финишировал четвёртым.
В 2008 году в барьерном беге на 400 метров взял бронзу и установил личный рекорд (49,66) на чемпионате Греции в Афинах, одержал победу на домашнем чемпионате Балкан в Аргосе. Благодаря череде успешных выступлений удостоился права защищать честь страны на летних Олимпийских играх в Пекине — на предварительном квалификационном этапе эстафеты 4×400 метров вместе с соотечественниками показал время 3:04.30, чего оказалось недостаточно для выхода в финал.
В 2009 году отметился выступлением на Средиземноморских играх в Пескаре — благополучно преодолел полуфинальный этап бега на 400 метров с барьерами, но в решающем забеге не стартовал.
В 2011 году в 400-метровом барьерном беге выиграл серебряную медаль на чемпионате Балкан в Сливене, уступив в финале только сербу Эмиру Бекричу.
Завершил спортивную карьеру по окончании сезона 2014 года.